# 罗占辉
罗占辉（1971年11月—），男，中华人民共和国外交官，现任中华人民共和国驻圣彼得堡总领事。

## 生平
2015年12月，罗占辉任驻白俄罗斯大使馆政务参赞。2024年4月，出任中华人民共和国驻圣彼得堡总领事。